# Furhgill Zeldenrust
Furhgill Zeldenrust (Paramaribo, 21 juli 1989) is een voormalig Surinaams-Nederlands profvoetballer die bij voorkeur als aanvaller speelde.

## Clubvoetbal
Zeldenrust begon met voetballen bij SV Bolnes en is al in de jeugd overgestapt naar RVVH waar hij het tot het eerste elftal schopte. Daarna is hij overgestapt naar Zwaluwen. Daar liet Zeldenrust een goede indruk achter, wat een proefperiode bij AGOVV Apeldoorn opleverde. Daaruit volgde geen contract. Later ging hij naar het Amerikaanse Texas Dutch Lions FC, waar onder andere Joonas Kolkka en Sjaak Polak voetbalden. Uiteindelijk besloot RKC Waalwijk hem een contract tot 2013 aan te bieden. Hij maakte zijn debuut op 19 augustus 2012 in een uitwedstrijd tegen ADO Den Haag. Hij viel in de negentigste minuut in voor Teddy Chevalier. De wedstrijd eindigde in 2-2. In het seizoen 2013/4 was Zeldenrust verhuurd aan FC Den Bosch.

## Statistieken
| Seizoen                        | Club           | Land           | Competitie     | Competitie | Competitie | Beker | Beker | Play-offs | Play-offs | Totaal | Totaal |
| Seizoen                        | Club           | Land           | Competitie     | Wed.       | Dlp.       | Wed.  | Dlp.  | Wed.      | Dlp.      | Wed.   | Dlp.   |
| ------------------------------ | -------------- | -------------- | -------------- | ---------- | ---------- | ----- | ----- | --------- | --------- | ------ | ------ |
| 2012/13                        | RKC Waalwijk   | Nederland      | Eredivisie     | 6          | 0          | 0     | 0     | 0         | 0         | 6      | 0      |
| 2013/14                        | FC Den Bosch   | Nederland      | Eerste divisie | 32         | 9          | 1     | 0     | 2         | 0         | 35     | 9      |
| 2014/15                        | Dynamo Dresden | Duitsland      | 3. Liga        | 11         | 0          | 0     | 0     | 0         | 0         | 11     | 0      |
| 2015/16                        | FC Den Bosch   | Nederland      | Eerste divisie | 31         | 8          | 3     | 2     | 0         | 0         | 34     | 10     |
| 2016/17                        | Helmond Sport  | Nederland      | Eerste divisie | 34         | 6          | 1     | 0     | 4         | 1         | 39     | 7      |
| 2017/18                        | Helmond Sport  | Nederland      | Eerste divisie | 27         | 6          | 1     | 0     | 0         | 0         | 28     | 6      |
| 2018/19                        | Helmond Sport  | Nederland      | Eerste divisie | 16         | 4          | 1     | 0     | 0         | 0         | 17     | 4      |
| Carrièretotaal                 | Carrièretotaal | Carrièretotaal | Carrièretotaal | 157        | 33         | 7     | 2     | 6         | 1         | 170    | 36     |
| Bijgewerkt op 17 december 2018 |                |                |                |            |            |       |       |           |           |        |        |